# Nooksack (Washington)
Nooksack je grad u američkoj saveznoj državi Washington. Prema popisu stanovništva iz 2010. u njemu je živjelo 1.338 stanovnika.